# Gelängebach
Der Gelängebach ist ein 7,2 km langer, nordwestlicher und orographisch linker Zufluss der Orke im Stadtgebiet von Medebach im nordrhein-westfälischen Hochsauerlandkreis (Deutschland).

## Verlauf
Der Gelängebach entspringt im Nordosten des Rothaargebirges. Seine Quelle liegt im Naturpark Sauerland-Rothaargebirge rund 600 m südlich des an der Landesstraße 740 (Küstelberger Straße; Küstelberg–Medebach) befindlichen Medebacher Weilers Hallacker (ca. 540 m) und etwa 2,2 km (je Luftlinie) nordwestlich des nahe dem Medebacher Kernort gelegenen, ehemaligen Augustinerinnenklosters Glindfeld in Glindfeld (ca. 425 m). Sie befindet sich auf der Ostflanke des bewaldeten Geitenbergs (630,2 m), einer nordöstlichen Nebenkuppe des Reetsbergs (792,2 m), auf rund 550 m ü. NHN; direkt westlich davon ist auf topographischen Karten eine 552,6 m hoch liegende Waldwegstelle verzeichnet.
Anfangs verläuft der gänzlich im Naturpark Sauerland-Rothaargebirge und überwiegend südostwärts verlaufende Gelängebach in bewaldetem Gebiet vorbei am nördlichen Engelmannskopf (501,2 m) und am nordöstlichen Hesseberg (596,2 m) und speist dabei den Schwanenteich. Kurz darauf passiert er, fortan hauptsächlich in landwirtschaftlich genutztem Gebiet fließend, das einstige Augustinerinnenkloster Glindfeld, in dessen Gelände sich bis 1995 das Forstamt Glindfeld befand. Nach anschließendem Passieren des Kahlen (491,5 m), auf dem die Kahlenkapelle steht, mündet von Osten aus Richtung des Bauernhofs Dageler kommend der Eckeringhauser Siepen ein. Hiernach passiert der Bach den östlich befindlichen Gelängeberg (434,2 m).
Etwas weiter südöstlich mündet der Gelängebach kurz nach Unterqueren der Landesstraße 617 (Medebach–Medelon) unterhalb der Ober- und Mittelmühle nahe dem Orke-Kilometer 20,75 auf rund 349 m Höhe in den dort etwa von Südwesten kommenden Eder-Zufluss Orke.

## Einzugsgebiet und Zuflüsse
Das Einzugsgebiet des Gelängebachs ist 14,854 km² groß. Sein längster Zufluss ist der 5,4 km lange Eckeringhauser Siepen, der nahe dem Gelängebach-Kilometer 2,6 einmündet und dessen Einzugsgebiet 4,486 km² groß ist.

## Naturräumliche Zuordnung
Der Gelängebach verläuft in der naturräumlichen Haupteinheitengruppe Süderbergland (Nummer 33), in der Haupteinheit Ostsauerländer Gebirgsrand (332) und in den Untereinheiten Grafschafter Bergland (332.5) und Medebacher Bucht (332.4) durch die Naturräume Hardt und Wipperberg (332.51; Oberbereich) und Schiefe Ebene von Medebach (332.40; Mittel- und Unterlaufbereich).

## Schutzgebiete
Die Quelle und der Oberlaufbereich des Gelängebachs liegen im Naturschutzgebiet Waldreservat Glindfeld (LP Medebach) (CDDA-Nr. 319281; 2002 ausgewiesen; 21,53 km² groß) und unterhalb des einstigen Augustinerinnenklosters Glindfeld verläuft das Fließgewässer durch das NSG Gelängebachtal (CDDA-Nr. 318433; 2008; 96 ha), wobei dort direkt nordöstlich des Bachs das NSG Gelängeberg (CDDA-Nr. 318434; 2002; 52 ha) liegt. Landschaftsschutzgebiete am Bach sind das LSG Medebach (CDDA-Nr. 345073; 1983; 44,68 km²), das LSG Waldlichtung Glindfeld (CDDA-Nr. 345163; 1983; 36 ha), LSG Medebacher Kernraum: Quellmulden, Niederungszonen und Flachhänge (CDDA-Nr. 345074; 2004; 8,92 km²) und LSG Kulturlandschaftskomplex Medelon (CDDA-Nr. 345054; 1983; 82 ha). Der Bach fließt im Europäischen Vogelschutzgebiet Medebacher Bucht (VSG-Nr. 4717-401; 138,72 km²) und größtenteils im Fauna-Flora-Habitat-Gebiet Waldreservat Glindfeld-Orketal (mit Nebentälern) (FFH-Nr. 4817-304; 29,97 km²).

## Verkehr und Wandern
Während die Landesstraße 740 (Küstelberger Straße; Küstelberg–Medebach) durch den quellnahen Medebacher Weiler Hallacker führt und entlang des Gelängebachs nur Wald-, Feld- und Fahrwege verlaufen, unterquert das Fließgewässer beim einstigen Augustinerinnenkloster Glindfeld die Kreisstraße 56 (Medebach/Am Krämershagen–Medelon) und oberhalb seiner Mündung in die Orke die L 617 (Medebach–Medelon).
Entlang eines Bachabschnitts bei Medebach und rund um den Gelängeberg führt der 11,2 km lange Lehrpfad Naturweg Gelängebachtal, auf dem an 16 Stationen mit Schautafeln Wissenswertes über die Natur zu erfahren ist.